# Elenco de American Horror Story

Tela de título de American Horror Story

American Horror Story é uma série de televisão norte-americana de horror-drama criada e produzida por Ryan Murphy e Brad Falchuk. Descrita como uma série antológica, cada temporada é concebida como uma história independente, seguindo um conjunto de personagens e ambientações distintas, e um enredo com o seu próprio "começo, meio e fim." Porém, Murphy já confirmou que todas as temporadas estarão interligadas ao final da série.
A primeira temporada, intitulada Murder House, ocorre nos dias atuais e é centrada na família Harmon, que se muda para uma mansão restaurada, sem saber que a casa é assombrada pelos seus antigos habitantes. A segunda temporada, intitulada Asylum, ocorre no ano de 1964 e segue as histórias dos pacientes, médicos e freiras que ocupam uma instituição para criminosos insanos. A terceira temporada, Coven, volta aos dias atuais, na cidade de Nova Orleans, e exibe os acontecimentos num clã de bruxas originadas de Salém e do vodu. A quarta temporada, Freak Show, trata de um espetáculo de aberrações na cidade de Jupiter, Flórida, em 1950. A quinta temporada, Hotel, retorna aos dias atuais, em Los Angeles, e centra-se nas ocorrências incomuns e nas pessoas descontroladas de um hotel misterioso e ultrapassado. A sexta temporada, Roanoke, ocorre em 2015 na colônia de Roanoke na Carolina do Norte, e segue um documentário de experiências vivenciadas por um casal e um de seus parentes enquanto viviam na Ilha de Roanoke, seguido de reencenações e, em 2016, segue as experiências reais do casal na ilha e seus respectivos intérpretes do documentário. A sétima temporada, Cult, se passa na cidade fictícia de Brookfield Heights, em Michigan, época da eleição presidencial dos Estados Unidos em 2016, que inspira a criação de uma religião aterrorizante. A oitava temporada, Apocalypse, se passa na Califórnia, e marca o retorno das bruxas de Coven, que lutam contra o Anticristo, Michael Langdon, na tentativa de impedir uma explosão nuclear. A nona temporada, 1984, é ambientada no ano-título em Los Angeles, no fictício Acampamento Redwood, onde um grupo de amigos e funcionários do local serão aterrorizados pelo serial killer Sr. Jingles, além de fazer homenagens aos filmes de terror slasher e de assassinatos gore da década de 1980. A décima temporada, Double Feature, foi lançada com duas histórias diferentes, sendo a primeira parte, Red Tide, focada em uma família que se muda para Provincetown, Massachusetts, e eventos sinistros acontecem envolvendo criaturas marinhas sangrentas; enquanto Death Valley aborda os experimentos secretos do governo americano em relação a alienígenas e ufologia. A décima primeira temporada, NYC, se passa na cidade de Nova York nos anos 80, e se concentra em uma série de assassinatos envolvendo homens gays, bem como no surgimento de um novo vírus. A décima segunda temporada, Delicate é baseada no livro Delicate Condition e acompanha a atriz Anna Victoria Alcott que está desesperada para ter uma família enquanto tenta equilibrar sua vida cada vez mais pública com uma cansativa jornada de fertilização in vitro, ela começa a suspeitar que alguém está fazendo de tudo para garantir que isso nunca aconteça.
Embora cada temporada seja ajustada em um período de tempo diferente, há personagens que apareceram em múltiplas temporadas. Murphy afirmou que, à medida do progresso da série, mais e mais personagens retornarão à série.

## Visão geral
| Indicadores de lista: - Células em verde representam que tal ator/personagem foi creditado no elenco principal da respectiva temporada. - Células em vermelho representam que tal ator/personagem foi creditado no elenco recorrente da respectiva temporada. - Células em azul claro representam que tal ator/personagem foi creditado como convidado. - Células em cinza indicam que tal ator não participou de forma alguma durante a respectiva temporada. |

| Intérprete                                      | Personagem por temporada       | Personagem por temporada       | Personagem por temporada       | Personagem por temporada       | Personagem por temporada       | Personagem por temporada       | Personagem por temporada       | Personagem por temporada        | Personagem por temporada       | Personagem por temporada       | Personagem por temporada       | Personagem por temporada       |  |
| Intérprete                                      | Murder House                   | Asylum                         | Coven                          | Freak Show                     | Hotel                          | Roanoke                        | Cult                           | Apocalypse                      | 1984                           | Double Feature                 | NYC                            | Delicate                       |  |
| Creditados no elenco principal                  | Creditados no elenco principal | Creditados no elenco principal | Creditados no elenco principal | Creditados no elenco principal | Creditados no elenco principal | Creditados no elenco principal | Creditados no elenco principal | Creditados no elenco principal  | Creditados no elenco principal | Creditados no elenco principal | Creditados no elenco principal | Creditados no elenco principal |  |
| ----------------------------------------------- | ------------------------------ | ------------------------------ | ------------------------------ | ------------------------------ | ------------------------------ | ------------------------------ | ------------------------------ | ------------------------------- | ------------------------------ | ------------------------------ | ------------------------------ | ------------------------------ |  |
| Connie Britton                                  | Vivien Harmon                  |                                |                                |                                |                                |                                |                                | Vivien Harmon                   |                                |                                |                                |                                |  |
| Dylan McDermott                                 | Ben Harmon                     | Johnny Morgan                  |                                |                                |                                |                                |                                | Ben Harmon                      | Bruce                          |                                |                                |                                |  |
| Evan Peters                                     | Tate Langdon                   | Kit Walker                     | Kyle Spencer                   | Jimmy Darling                  | James Patrick March            | Rory Monahan                   | Kai Anderson                   | Sr. GallantJeff Pfister         |                                | Austin Sommers                 |                                |                                |  |
| Taissa Farmiga                                  | Violet Harmon                  |                                | Zoe Benson                     |                                |                                | Sophie Green                   |                                | Zoe Benson                      |                                |                                |                                |                                |  |
| Denis O'Hare                                    | Larry Harvey                   |                                | Spalding                       | Stanley                        | Liz Taylor                     | Willian van Henderson          |                                |                                 |                                | Holden Vaughn                  | Henry                          | Dr. Andrew Hill                |  |
| Jessica Lange                                   | Constance Langdon              | Irmã Jude Martin               | Fiona Goode                    | Elsa Mars                      |                                |                                |                                | Constance Langdon               |                                |                                |                                |                                |  |
| Sarah Paulson                                   | Billie Dean Howard             | Lana Winters                   | Cordelia Foxx                  | Bette TattlerDot Tattler       | Sally McKenna                  | Audrey Tindall                 | Allyson Mayfair-Richards       | Wilhemina VenableCordelia Goode |                                | TB KarenMamie Eisenhower       |                                |                                |  |
| Lily Rabe                                       | Nora Montgomery                | Irmã Mary Eunice McKee         | Misty Day                      | Irmã Mary Eunice McKee         | Aileen Wuornos                 | Shelby Miller                  |                                | Misty Day                       | Lavinia Richter                | Doris GardnerAmelia Earhart    |                                |                                |  |
| Zachary Quinto                                  | Chad Warwick                   | Dr. Oliver Thredson            |                                |                                |                                |                                |                                |                                 |                                |                                | Sam                            | ele mesmo                      |  |
| Joseph Fiennes                                  |                                | Mons. Timothy Howard           |                                |                                |                                |                                |                                |                                 |                                |                                |                                |                                |  |
| Lizzie Brocheré                                 |                                | Grace Bertrand                 |                                |                                |                                |                                |                                |                                 |                                |                                |                                |                                |  |
| James Cromwell                                  |                                | Dr. Arthur Arden               |                                |                                |                                |                                |                                |                                 |                                |                                |                                |                                |  |
| Frances Conroy                                  | Moira O'Hara                   | Shachath                       | Myrtle Snow                    | Gloria Mott                    |                                | Mama Polk                      | Bebe Babbitt                   | Myrtle Snow                     |                                | Sarah "Belle Noir" Cunningham  |                                |                                |  |
| Emma Roberts                                    |                                |                                | Madison Montgomery             | Maggie Esmerelda               |                                |                                | Serena Belinda                 | Madison Montgomery              | Brooke Thompson                |                                |                                | Anna Victoria Alcott           |  |
| Kathy Bates                                     |                                |                                | Delphine LaLaurie              | Ethel Darling                  | Iris                           | Agnes Mary Winstead            |                                | Miriam Mead                     |                                |                                |                                |                                |  |
| Michael Chiklis                                 |                                |                                |                                | Dell Toledo                    |                                |                                |                                |                                 |                                |                                |                                |                                |  |
| Finn Wittrock                                   |                                |                                |                                | Dandy Mott                     | Tristan Duffy                  | Jether Polk                    |                                |                                 | Bobby Richter                  | Harry Gardner                  |                                |                                |  |
| Angela Bassett                                  |                                |                                | Marie Laveau                   | Desiree Dupree                 | Ramona Royale                  | Monet Tumusiime                |                                | Marie Laveau                    |                                |                                |                                |                                |  |
| Wes Bentley                                     |                                |                                |                                | Edward Mordrake                | Det. John Lowe                 | Dylan                          |                                |                                 |                                |                                |                                |                                |  |
| Matt Bomer                                      |                                |                                |                                | Andy                           | Donovan                        | [ k ]                          |                                |                                 |                                |                                |                                |                                |  |
| Chloë Sevigny                                   |                                | Shelley                        |                                |                                | Dra. Alex Lowe                 |                                |                                |                                 |                                |                                |                                |                                |  |
| Cheyenne Jackson                                |                                |                                |                                |                                | Will Drake                     | Sydney Aaron James             | Dr. Rudy Vincent               | John Henry Moore                |                                |                                |                                |                                |  |
| Lady Gaga                                       |                                |                                |                                |                                | Elizabeth Johnson              | Scathach                       |                                |                                 |                                |                                |                                |                                |  |
| Cuba Gooding Jr.                                |                                |                                |                                |                                |                                | Dominic Banks                  |                                |                                 |                                |                                |                                |                                |  |
| André Holland                                   |                                |                                |                                |                                |                                | Matt Miller                    |                                |                                 |                                |                                |                                |                                |  |
| Billie Lourd                                    |                                |                                |                                |                                |                                |                                | Winter Anderson                | Mallory                         | Montana Duke                   | Leslie "Lark" Feldman          | Dra. Hannah Wells              | Ashley                         |  |
| Alison Pill                                     |                                |                                |                                |                                |                                |                                | Ivy Mayfair-Richards           |                                 |                                |                                |                                |                                |  |
| Adina Porter                                    | Sally Freeman                  |                                |                                |                                |                                | Lee Harris                     | Beverly Hope                   | Dinah Stevens                   |                                | Chefe Burleson                 |                                |                                |  |
| Leslie Grossman                                 |                                |                                |                                |                                |                                |                                | Meadow Wilton                  | Coco St. Pierre Vanderbilt      | Margaret Booth                 | Ursula KhanCalico              | Barbara Read                   | Ashleigh                       |  |
| Cody Fern                                       |                                |                                |                                |                                |                                |                                |                                | Michael Langdon                 | Xavier Plympton                | Valiant Thor                   |                                |                                |  |
| Matthew Morrison                                |                                |                                |                                |                                |                                |                                |                                |                                 | Trevor Kirchner                |                                |                                |                                |  |
| Gus Kenworthy                                   |                                |                                |                                |                                |                                |                                |                                |                                 | Chet Clancy                    |                                |                                |                                |  |
| John Carroll Lynch                              |                                |                                |                                | Twisty, o palhaço              | John Wayne Gacy                |                                | Twisty, o palhaço              |                                 | Benjamin Richter               |                                |                                |                                |  |
| Angelica Ross                                   |                                |                                |                                |                                |                                |                                |                                |                                 | Donna Chambers                 | A químicaTheta                 |                                |                                |  |
| Zach Villa                                      |                                |                                |                                |                                |                                |                                |                                |                                 | Richard Ramirez                |                                |                                |                                |  |
| Macaulay Culkin                                 |                                |                                |                                |                                |                                |                                |                                |                                 |                                | Mickey                         |                                |                                |  |
| Ryan Kiera Armstrong                            |                                |                                |                                |                                |                                |                                |                                |                                 |                                | Alma Gardner                   |                                |                                |  |
| Neal McDonough                                  |                                |                                |                                |                                |                                |                                |                                |                                 |                                | Dwight David "Ike" Eisenhower  |                                |                                |  |
| Kaia Gerber                                     |                                |                                |                                |                                |                                |                                |                                |                                 |                                | Kendall Carr                   |                                |                                |  |
| Nico Greetham                                   |                                |                                |                                |                                |                                |                                |                                |                                 |                                | Cal Cambon                     |                                |                                |  |
| Isaac Powell                                    |                                |                                |                                |                                |                                |                                |                                |                                 |                                | Troy Lord                      | Theo Graves                    |                                |  |
| Rachel Hilson                                   |                                |                                |                                |                                |                                |                                |                                |                                 |                                | Jamie Howard                   |                                |                                |  |
| Rebecca Dayan                                   |                                |                                |                                |                                |                                |                                |                                |                                 |                                | Maria Wycoff                   | Alana                          |                                |  |
| Joe Mantello                                    |                                |                                |                                |                                |                                |                                |                                |                                 |                                |                                | Gino Barelli                   |                                |  |
| Russell Tovey                                   |                                |                                |                                |                                |                                |                                |                                |                                 |                                |                                | Patrick Read                   |                                |  |
| Charlie Carver                                  |                                |                                |                                |                                |                                |                                |                                |                                 |                                |                                | Adam Carpenter                 |                                |  |
| Sandra Bernhard                                 |                                |                                |                                |                                |                                |                                |                                | Hannah                          |                                |                                | Fran                           |                                |  |
| Patti LuPone                                    |                                |                                | Joan Ramsey                    |                                |                                |                                |                                |                                 |                                |                                | Kathy Pizazz                   |                                |  |
| Matt Czuchry                                    |                                |                                |                                |                                |                                |                                |                                |                                 |                                |                                |                                | Dexter Harding                 |  |
| Kim Kardashian                                  |                                |                                |                                |                                |                                |                                |                                |                                 |                                |                                |                                | Siobhan Corbyn                 |  |
| Annabelle Dexter-Jones                          |                                |                                |                                |                                |                                |                                |                                |                                 |                                |                                |                                | Sonia ShawcrossAdeline Harding |  |
| Michaela Jaé Rodriguez                          |                                |                                |                                |                                |                                |                                |                                |                                 |                                |                                |                                | Nicolette                      |  |
| Cara Delevingne                                 |                                |                                |                                |                                |                                |                                |                                |                                 |                                |                                |                                | Ivy                            |  |
| Julie White                                     |                                |                                |                                |                                |                                |                                |                                |                                 |                                |                                |                                | Mavis Preecher                 |  |
| Maaz Ali                                        |                                |                                |                                |                                |                                |                                |                                |                                 |                                |                                |                                | Kamal                          |  |
| Creditados no elenco recorrente                 |                                |                                |                                |                                |                                |                                |                                |                                 |                                |                                |                                |                                |  |
| Alexandra Breckenridge                          | Moira O'Hara (jovem)           |                                | Kaylee                         |                                |                                |                                |                                |                                 |                                |                                |                                |                                |  |
| Jamie Brewer                                    | Adelaide Langdon               |                                | Nan                            | Marjorie                       |                                |                                | Hedda                          | Nan                             |                                |                                |                                |                                |  |
| Christine Estabrook                             | Marcy                          |                                |                                |                                | Marcy                          |                                |                                |                                 |                                |                                |                                |                                |  |
| Kate Mara                                       | Hayden McClaine                |                                |                                |                                |                                |                                |                                |                                 |                                |                                |                                |                                |  |
| Matt Ross                                       | Charles Montgomery             |                                |                                |                                | Charles Montgomery             |                                |                                |                                 |                                |                                |                                |                                |  |
| Bodhi Schulz                                    | Troy                           |                                |                                |                                |                                |                                |                                |                                 |                                |                                |                                |                                |  |
| Kai Schulz                                      | Bryan                          |                                |                                |                                |                                |                                |                                |                                 |                                |                                |                                |                                |  |
| Ben Woolf                                       | Infantata                      |                                |                                | Meep                           |                                |                                |                                |                                 |                                |                                |                                |                                |  |
| Morris Chestnut                                 | Luke                           |                                |                                |                                |                                |                                |                                |                                 |                                |                                |                                |                                |  |
| Jenna Dewan Tatum                               |                                | Teresa Morrison                |                                |                                |                                |                                |                                |                                 |                                |                                |                                |                                |  |
| Naomi Grossman                                  |                                | Pepper                         |                                | Pepper                         |                                |                                |                                | Samantha Crowe                  |                                |                                |                                |                                |  |
| Clea DuVall                                     |                                | Wendy Peyser                   |                                |                                |                                |                                |                                |                                 |                                |                                |                                |                                |  |
| Barbara Tarbuck                                 |                                | Madre Superiora Claudia        |                                |                                |                                |                                |                                |                                 |                                |                                |                                |                                |  |
| Britne Oldford                                  |                                | Alma Walker                    |                                |                                |                                |                                |                                |                                 |                                |                                |                                |                                |  |
| Robin Weigert                                   |                                | Cynthia Potter                 |                                |                                |                                | Mama Polk                      |                                |                                 |                                | Martha Edwards                 |                                |                                |  |
| Fredric Lehne                                   |                                | Frank McCann                   |                                |                                |                                |                                |                                |                                 |                                |                                |                                |                                |  |
| Ian McShane                                     |                                | Leigh Emerson                  |                                |                                |                                |                                |                                |                                 |                                |                                |                                |                                |  |
| Robin Bartlett                                  |                                | Dr. Miranda Crump              | Cecily Pembroke                |                                |                                |                                |                                |                                 |                                |                                |                                |                                |  |
| Gabourey Sidibe                                 |                                |                                | Queenie                        | Regina Ross                    | Queenie                        |                                |                                | Queenie                         |                                |                                |                                |                                |  |
| Danny Huston                                    |                                |                                | Homem do Machado               | Massimo Dolcefino              |                                |                                |                                |                                 |                                |                                |                                |                                |  |
| Mare Winningham                                 |                                |                                | Alicia Spencer                 | Rita Gayheart                  | Hazel Evers                    |                                | Sally Keffler                  |                                 |                                |                                |                                |                                |  |
| Josh Hamilton                                   |                                |                                | Hank Foxx                      |                                |                                |                                |                                |                                 |                                |                                |                                |                                |  |
| Alexander Dreymon                               |                                |                                | Luke Ramsey                    |                                |                                |                                |                                |                                 |                                |                                |                                |                                |  |
| Lance Reddick                                   |                                |                                | Papa Lebá                      |                                |                                |                                |                                | Papa Lebá                       |                                |                                |                                |                                |  |
| Leslie Jordan                                   |                                |                                | Quentin Flaming                |                                |                                | Ashley Gilbert                 |                                |                                 | Courtney                       |                                |                                |                                |  |
| Grace Gummer                                    |                                |                                | Millie                         | Penny                          |                                |                                |                                |                                 |                                |                                |                                | Margaret Alcott                |  |
| Skyler Samuels                                  |                                |                                |                                | Bonnie Lipton                  |                                |                                |                                |                                 |                                |                                |                                |                                |  |
| Patti LaBelle                                   |                                |                                |                                | Dora                           |                                |                                |                                |                                 |                                |                                |                                |                                |  |
| Erika Ervin                                     |                                |                                |                                | Amazon Eve                     |                                |                                |                                | Punho                           |                                |                                |                                |                                |  |
| Mat Fraser                                      |                                |                                |                                | Paul                           |                                |                                |                                |                                 |                                |                                |                                |                                |  |
| Jyoti Amge                                      |                                |                                |                                | Ma Petite                      |                                |                                |                                |                                 |                                |                                |                                |                                |  |
| Rose Siggins                                    |                                |                                |                                | Legless Suzi                   |                                |                                |                                |                                 |                                |                                |                                |                                |  |
| Drew Rin Varick                                 |                                |                                |                                | Toulouse                       |                                |                                |                                |                                 |                                |                                |                                |                                |  |
| Christopher Neiman                              |                                |                                |                                | Salty                          |                                |                                |                                |                                 |                                |                                |                                |                                |  |
| Chrissy Metz                                    |                                |                                |                                | Barbara/ Ima Wiggles           |                                |                                |                                |                                 |                                |                                |                                |                                |  |
| Neil Patrick Harris                             |                                |                                |                                | Chester Creb                   |                                |                                |                                |                                 |                                |                                |                                |                                |  |
| Richard T. Jones                                |                                |                                |                                |                                | Det. Andrew Hahn               |                                |                                |                                 |                                |                                |                                |                                |  |
| Max Greenfield                                  |                                |                                |                                |                                | Gabriel                        |                                |                                |                                 |                                |                                |                                |                                |  |
| Alexandra Daddario                              |                                |                                |                                |                                | Natacha Rambova                |                                |                                |                                 |                                |                                |                                |                                |  |
| Lennon Henry                                    |                                |                                |                                |                                | Holden Lowe                    |                                |                                |                                 |                                |                                |                                |                                |  |
| Shree Crooks                                    |                                |                                |                                |                                | Scarlett Lowe                  |                                |                                |                                 |                                |                                |                                |                                |  |
| Helena Mattsson                                 |                                |                                |                                |                                | Agnetha                        |                                |                                |                                 |                                |                                |                                |                                |  |
| Kamilla Alnes                                   |                                |                                |                                |                                | Vendela                        |                                |                                |                                 |                                |                                |                                |                                |  |
| Lyric Angel                                     |                                |                                |                                |                                | Lachlan Drake                  |                                |                                |                                 |                                |                                |                                |                                |  |
| Naomi Campbell                                  |                                |                                |                                |                                | Claudia Bankson                |                                |                                |                                 |                                |                                |                                |                                |  |
| Saniyya Sidney                                  |                                |                                |                                |                                |                                | Flora Harris                   |                                |                                 |                                |                                |                                |                                |  |
| Chaz Bono                                       |                                |                                |                                |                                |                                | Brian Wells                    | Gary K. Longstreet             |                                 |                                |                                |                                |                                |  |
| Cooper Dodson                                   |                                |                                |                                |                                |                                |                                | Ozymandias Mayfair-Richards    |                                 |                                |                                |                                |                                |  |
| Colton Haynes                                   |                                |                                |                                |                                |                                |                                | Detetive Jack Samuels          |                                 |                                |                                |                                |                                |  |
| Billy Eichner                                   |                                |                                |                                |                                |                                |                                | Harrison Wilton                | BrockMutt Nutter                |                                |                                |                                |                                |  |
| Cameron Cowperthwaite                           |                                |                                |                                |                                |                                |                                | Speedwagon                     |                                 |                                |                                |                                |                                |  |
| Joan Collins                                    |                                |                                |                                |                                |                                |                                |                                | Evie GallantBubbles McGee       |                                |                                |                                |                                |  |
| Kyle Allen                                      |                                |                                |                                |                                |                                |                                |                                | Timothy Campbell                |                                |                                |                                |                                |  |
| Ashley Santos                                   |                                |                                |                                |                                |                                |                                |                                | Emily                           |                                |                                |                                |                                |  |
| Billy Porter                                    |                                |                                |                                |                                |                                |                                |                                | Behold Chablis                  |                                |                                |                                |                                |  |
| Jon Jon Briones                                 |                                |                                |                                |                                |                                |                                |                                | Ariel Augustus                  |                                |                                |                                |                                |  |
| BD Wong                                         |                                |                                |                                |                                |                                |                                |                                | Baldwin Pennypacker             |                                |                                |                                |                                |  |
| DeRon Horton                                    |                                |                                |                                |                                |                                |                                |                                |                                 | Ray Powell                     |                                |                                |                                |  |
| Tara Karsian                                    |                                |                                |                                |                                |                                |                                |                                |                                 | Chefe Berdie                   |                                |                                |                                |  |
| Orla Brady                                      |                                |                                |                                |                                |                                |                                |                                |                                 | Drª Karen Hopple               |                                |                                |                                |  |
| Lou Taylor Pucci                                |                                |                                |                                |                                |                                |                                |                                |                                 | Jonas Shevoore                 |                                |                                |                                |  |
| Sean Liang                                      |                                |                                |                                |                                |                                |                                |                                |                                 | Pete                           |                                |                                |                                |  |
| John Lacy                                       |                                |                                |                                |                                |                                |                                |                                |                                 |                                | Mikey                          |                                |                                |  |
| Alisha Soper                                    |                                |                                |                                |                                |                                |                                |                                |                                 |                                | Marilyn Monroe                 |                                |                                |  |
| Craig Sheffer                                   |                                |                                |                                |                                |                                |                                |                                |                                 |                                | Richard Nixon                  |                                |                                |  |
| Mike Vogel                                      |                                |                                |                                |                                |                                |                                |                                |                                 |                                | John F. Kennedy                |                                |                                |  |
| Spencer Novich                                  |                                |                                |                                |                                |                                |                                |                                |                                 |                                | The singerPessoa Pálida        |                                |                                |  |
| Rachel Finninger                                |                                |                                |                                |                                |                                |                                |                                |                                 |                                | Melanie                        |                                |                                |  |
| Blake Shields                                   |                                |                                |                                |                                |                                |                                |                                |                                 |                                | Tony                           |                                |                                |  |
| David Huggard                                   |                                |                                |                                |                                |                                |                                |                                |                                 |                                | Crystal DeCanter               |                                |                                |  |
| Jim Ortlieb                                     |                                |                                |                                |                                |                                |                                |                                |                                 |                                | Ray Cunningham                 |                                |                                |  |
| Christopher Stanley                             |                                |                                |                                |                                |                                |                                |                                |                                 |                                | Sherman Adams                  |                                |                                |  |
| Lee Aaron Rosen                                 |                                |                                |                                |                                |                                |                                |                                |                                 |                                |                                | Capitão Ross                   |                                |  |
| Jeff Hiller                                     |                                |                                |                                |                                |                                |                                |                                |                                 |                                |                                | Mr. Whitely                    |                                |  |
| Jared Reinfeldt                                 |                                |                                |                                |                                |                                |                                |                                |                                 |                                |                                | John Sullivan                  |                                |  |
| Kyle Beltran                                    |                                |                                |                                |                                |                                |                                |                                |                                 |                                |                                | Morris                         |                                |  |
| Quei Tann                                       |                                |                                |                                |                                |                                |                                |                                |                                 |                                |                                | Lita                           |                                |  |
| Clara McGregor                                  |                                |                                |                                |                                |                                |                                |                                |                                 |                                |                                | KK                             |                                |  |
| Brian Ray Norris                                |                                |                                |                                |                                |                                |                                |                                |                                 |                                |                                | Det. Mulcahey                  |                                |  |
| Brian Cheney                                    |                                |                                |                                |                                |                                |                                |                                |                                 |                                |                                | The Mayor                      |                                |  |
| Danny Garcia                                    |                                |                                |                                |                                |                                |                                |                                |                                 |                                |                                | Chief Manney                   |                                |  |
| Kal Penn                                        |                                |                                |                                |                                |                                |                                |                                |                                 |                                |                                | Mac Marzara                    |                                |  |
| Taylor Bloom                                    |                                |                                |                                |                                |                                |                                |                                |                                 |                                |                                | Stewart                        |                                |  |
| Casey Thomas Brown                              |                                |                                |                                |                                |                                |                                |                                |                                 |                                |                                | Hans Henkes                    |                                |  |
| Hale Appleman                                   |                                |                                |                                |                                |                                |                                |                                |                                 |                                |                                | Daniel Kanowicz                |                                |  |
| Gideon Glick                                    |                                |                                |                                |                                |                                |                                |                                |                                 |                                |                                | Cameron Deitrich               |                                |  |
| Juliana Canfield                                |                                |                                |                                |                                |                                |                                |                                |                                 |                                |                                |                                | Talia                          |  |
| Tavi Gevinson                                   |                                |                                |                                |                                |                                |                                |                                |                                 |                                |                                |                                | Cora                           |  |
| Ashlie Atkinson                                 |                                |                                |                                |                                |                                |                                |                                |                                 |                                |                                |                                | Susan                          |  |
| Debra Monk                                      |                                |                                |                                |                                |                                |                                |                                |                                 |                                |                                |                                | Virginia Harding               |  |
| Creditados como convidado ou convidado especial |                                |                                |                                |                                |                                |                                |                                |                                 |                                |                                |                                |                                |  |
| Shelby Young                                    | Leah                           |                                |                                |                                |                                |                                |                                |                                 |                                |                                |                                |                                |  |
| Mena Suvari                                     | Elizabeth Short                |                                |                                |                                |                                |                                |                                | Elizabeth Short                 |                                |                                |                                |                                |  |
| Sam Kinsey                                      | Beauregard Langdon             |                                |                                |                                |                                |                                |                                | Beauregard Langdon              |                                |                                |                                |                                |  |
| Celia Finkelstein                               | Enfermeira Gladys              |                                |                                |                                |                                |                                |                                | Enfermeira Gladys               |                                |                                |                                |                                |  |
| Anthony Ruivivar                                | Miguel Ramos                   |                                |                                |                                | Richard Ramírez                |                                |                                |                                 |                                |                                |                                |                                |  |
| Charles S. Dutton                               | Detetive Granger               |                                |                                |                                |                                |                                |                                |                                 |                                |                                |                                |                                |  |
| Eric Stonestreet                                | Derek                          |                                |                                |                                |                                |                                |                                |                                 |                                |                                |                                |                                |  |
| Adam Levine                                     |                                | Leo Morrison                   |                                |                                |                                |                                |                                |                                 |                                |                                |                                |                                |  |
| Franka Potente                                  |                                | Charlotte Brown                |                                |                                |                                |                                |                                |                                 |                                |                                |                                |                                |  |
| John Cromwell                                   |                                | Dr. Arthur Arden (jovem)       |                                | Dr. Arthur Arden (jovem)       |                                |                                |                                |                                 |                                |                                |                                |                                |  |
| Henry G. Sanders                                |                                | Willie                         |                                |                                | Sr.Royale                      |                                |                                |                                 |                                |                                |                                |                                |  |
| Stevie Nicks                                    |                                |                                | Ela mesma                      |                                |                                |                                |                                | Ela mesma                       |                                |                                |                                |                                |  |
| Wayne Pére                                      |                                |                                | Sr. Kingery                    |                                |                                |                                |                                | Sr. Kingery                     |                                |                                |                                |                                |  |
| Celia Weston                                    |                                |                                |                                | Lilian Hemmings                |                                |                                |                                |                                 |                                |                                |                                |                                |  |
| Seth Gabel                                      |                                |                                |                                |                                | Jeffrey Dahmer                 |                                |                                |                                 |                                |                                |                                |                                |  |
| Shannon Lucio                                   |                                |                                |                                |                                | Diana Cross                    |                                |                                |                                 |                                |                                |                                |                                |  |
| Irene Roseen                                    |                                |                                |                                |                                |                                | Margaret                       |                                | Molly O'Hara                    |                                |                                |                                |                                |  |
| Susan Berger                                    |                                |                                |                                |                                |                                | Thomasin White, a açougueira   |                                |                                 |                                |                                |                                |                                |  |
| Jacob Artist                                    |                                |                                |                                |                                |                                | Todd Connors                   |                                |                                 |                                |                                |                                |                                |  |
| Emma Bell                                       |                                |                                |                                |                                |                                | Tracy Logan                    |                                |                                 |                                |                                |                                |                                |  |
| James Morisini                                  |                                |                                |                                |                                |                                | Bob Kinneman                   | R.J                            |                                 |                                |                                |                                |                                |  |
| Lena Dunham                                     |                                |                                |                                |                                |                                |                                | Valerie Solanas                |                                 |                                |                                |                                |                                |  |
| Dot-Marie Jones                                 |                                |                                |                                |                                |                                |                                | May Sapatão                    |                                 |                                | Trooper Jan Remy               |                                |                                |  |
| Carlo Rota                                      |                                |                                |                                |                                |                                |                                |                                | Anton LaVey                     |                                |                                |                                |                                |  |
| Harriet Sansom Harris                           |                                |                                |                                |                                |                                |                                |                                | Madelyn                         |                                |                                |                                |                                |  |
| Mitch Pileggi                                   |                                |                                |                                |                                |                                |                                |                                |                                 | Art                            |                                |                                |                                |  |
| Don Swayze                                      |                                |                                |                                |                                |                                |                                |                                |                                 | Roy                            |                                |                                |                                |  |
| Benjamin Papac                                  |                                |                                |                                |                                |                                |                                |                                |                                 |                                | Rory                           |                                |                                |  |
| Alan Brooks                                     |                                |                                |                                |                                |                                |                                |                                |                                 |                                | Jack Krenski                   |                                |                                |  |
| Chris Caldovino                                 |                                |                                |                                |                                |                                |                                |                                |                                 |                                | Coronel Jensen                 |                                |                                |  |
| Samuel Hunt                                     |                                |                                |                                |                                |                                |                                |                                |                                 |                                | Adam                           |                                |                                |  |
| Jacqueline Pinol                                |                                |                                |                                |                                |                                |                                |                                |                                 |                                | Dra. Reyes                     |                                |                                |  |
| Len Cordova                                     |                                |                                |                                |                                |                                |                                |                                |                                 |                                | Steve Jobs                     |                                |                                |  |
| Sis                                             |                                |                                |                                |                                |                                |                                |                                |                                 |                                |                                | Dunaway                        |                                |  |
| Andy Cohen                                      |                                |                                |                                |                                |                                |                                |                                |                                 |                                |                                |                                | ele mesmo                      |  |
| Taylor Schilling                                |                                |                                |                                |                                |                                |                                |                                |                                 |                                |                                |                                | ela mesma                      |  |
| Hamish Linklater                                |                                |                                |                                |                                |                                |                                |                                |                                 |                                |                                |                                | ele mesmo                      |  |